# Layards næbhval
Layards næbhvalen (Mesoplodon layardii) er en art i familien af næbhvaler i underordenen af tandhvaler. Dyret bliver 5,6-6,2 m langt og vejer 1-3 t.